# Farley Granger
Farley Earle Granger, född 1 juli 1925 i San Jose i Kalifornien, död 27 mars 2011 i New York i New York, var en amerikansk skådespelare.

## Biografi
Farley Granger upptäcktes när han svarade på en tidningsannons där skådespelare söktes, uppmärksammades av Samuel Goldwyn och gjorde filmdebut 1943. Han medverkade i ett par krigsfilmer innan han själv gick ut i strid under andra världskriget. Granger återvände till filmen 1948 och spelade intellektuell mördare i Alfred Hitchcocks Repet.
Han hade sedan ofta roller i facket som "söt pojke med svåra problem". På grund av sitt utseende förutspåddes han en lysande karriär, men lyckades inte leva upp till förväntningarna. Hans bästa roll var i en annan Hitchcockfilm, Främlingar på tåg. Från mitten av 1950-talet övergav han filmen för TV och scenen.
2007 publicerade han sin självbiografi Include Me Out, skriven tillsammans med Robert Calhoun, Grangers partner från 1963 till Calhouns död 2008. 
Farley Granger avled i New York 2011.

## Filmografi i urval
- 1943 – Överraskade i gryningen
- 1944 – Purpurhjärtat
- 1948 – Repet
- 1948 – Kärlek till döds
- 1948 – Vad mannen begär
- 1949 – Vildmarkens folk
- 1950 – Du är vår egen
- 1950 – Farlig väg
- 1950 – Dådet
- 1951 – Främlingar på tåg
- 1951 – Behave Yourself!
- 1951 – Jag vill ha dej!
- 1952 – H C Andersen
- 1952 – Livets glada karusell
- 1953 – Störst är kärleken
- 1953 – Kär idag
- 1954 – Sinnenas rus
- 1955 – Naken gata
- 1955 – Flickan i sammetsgungan
- 1961 – The Heiress
- 1968 – Rogue's Gallery
- 1970 – Dom kallar mig Trinity - djävulens högra hand
- 1971 – Qualcosa striscia nel buio
- 1971 – The Red Headed Corpse
- 1972 – So Sweet, So Dead
- 1972 – Amuck
- 1973 – Reptilen
- 1973 – The Man Called Noon
- 1973 – Arnold
- 1974 – What Have They Done to Your Daughters?
- 1981 – The Prowler
- 1984 – Deathmask
- 1986 – Very Close Quarters
- 1986 – The Imagemaker
- 2001 – The Next Big Thing

## Teater

### Roller
| År   | Roll          | Produktion                             | Regi            | Teater                                 |
| ---- | ------------- | -------------------------------------- | --------------- | -------------------------------------- |
| 1965 | Tom Wingfield | The Glass Menagerie Tennessee Williams | George Keathley | Brooks Atkinson Theatre, New York, USA |